# Ruske vesoljske sile
Ruske vesoljske sile (rusko: Космические войска России, latinizirano: Kosmicheskie voyska Rossii, KV) so veja Oboroženih sil Ruske federacije, ki zagotavljajo zračno opozarjanje, zračno in vesoljsko suverenost in drugo povezano zaščito za Rusijo. Leta 2011 so bile ukinjene, 1. avgusta 2015 pa ponovno ustanovljene po ustanovitvi Zračno-vesoljskih sil Ruske federacije.
Ruske vesoljske sile so bile prvotno ustanovljene 10. avgusta 1992 ob ustanovitvi Oboroženih sil Ruske federacije. Z Roskozmosom si delijo nadzor nad kozmodromom Bajkonur. Upravljajo tudi s kozmodromoma Pleseck in Svobodni. Julija 1997 so bile ukinjene in postale del Strateških raketnih sil Ruske federacije.
Ponovno so bile ustanovljene 1. junija 2001 v času vojaške reorganizacije.

## Zgodovina
Sovjetske vesoljske enote so bile ustanovljene 12. februarja 1955, ko sta CK KPSZ in Svet ministrov ZSSR izdala skupni ukaz o ustanovitvi Znanstvenega območja za raziskovanje in preizkušanje pod kodnim imenom Objekt "Tajga". V javnosti je bil testni poligon znan kot Bajkonur, po bližnji železniški postaji transkaspijske železnice, medtem ko so Sovjetske oborožene sile uporabljale interno oznako Tjuratam po najbližji kazaški vasi.
Raziskovanje vesolja je bilo v ZSSR sprva vojaška dejavnost, za katero je bil odgovoren namestnik ministra za obrambo za posebna orožja in raketno tehnologijo ZSSR. Prvi na tem mestu (od marca 1955) je bil maršal artilerije Mitrofan Ivanovič Nedelin. 17. decembra 1959 je pristojnost za to področje prešla na Strateške raketne sile ZSSR.
Vesoljske sile ZSSR so 12. aprila 1961 dosegle prvo uspešno izstrelitev človeka v vesolje. Poleg tega so se ukvarjale s testiranjem medcelinskih balističnih raket.
Glavna naloga Ruskih vesoljskih sil je čimprejšnje obveščanje visokih političnih voditeljev in vojaških poveljnikov o raketnih napadih, obramba pred balističnimi raketami ter ustvarjanje, nameščanje, vzdrževanje in nadzor orbitalnih vesoljskih plovil.
Od leta 2015 je poveljnik Ruskih vesoljskih sil generalpolkovnik Aleksandr Valentinovič Golovko.

## Sestava
- 15. armada zračno-vesoljskih sil za posebne namene (upravlja s sistemom radarjev sistema za opozarjanje pred raketnim napadom Voronež, Dnjepr, Darjal, Volga, pa tudi z radiooptičnim sistemom Krona in optično-elektronskim sistemom Okno. Od leta 2021 je v sestavi 15. zračno-vesoljske armade tudi sistem S-500 (v Moskvi).
  - 153. Glavni preizkusni center preizkušanj in upravljanja z vesoljskimi sredstvi G. S. Titova
  - 820. Glavni center za opozarjanje pred raketnim napadom
  - 821. Glavni center za izvidnico o vesoljskem stanju
- 1. državni preizkusni kozmodrom Ministrstva za obrambo Ruske federacije "Pleseck"
- Arsenal vesoljskih sil

Orbitalna satelitska skupina Rusije je leta 2022 sestavljena iz 106 aparatov. Skupaj z orbitalnimi skupinami držav SND gre za 167 aparatov.